# Zonput

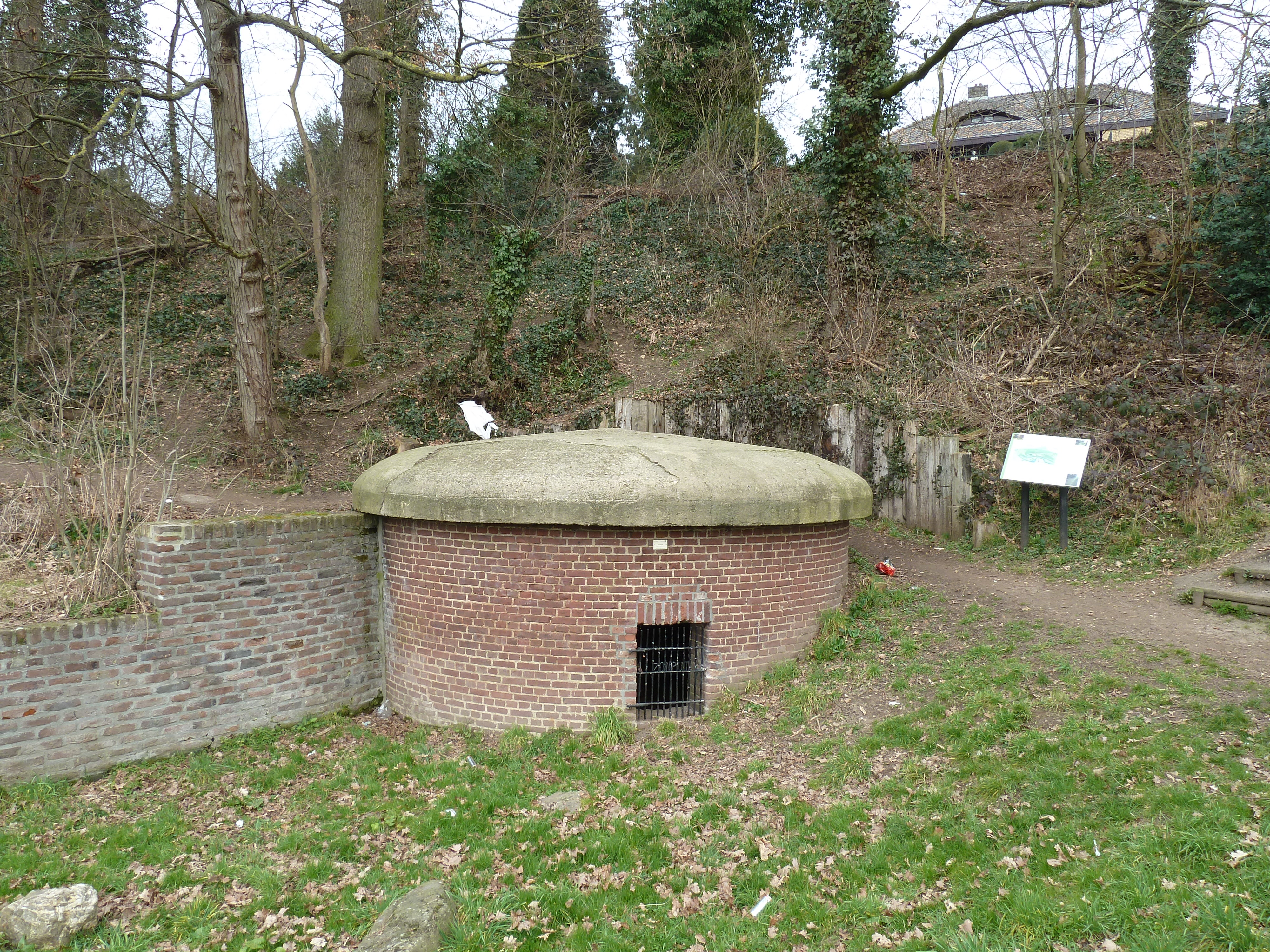
De Zonput

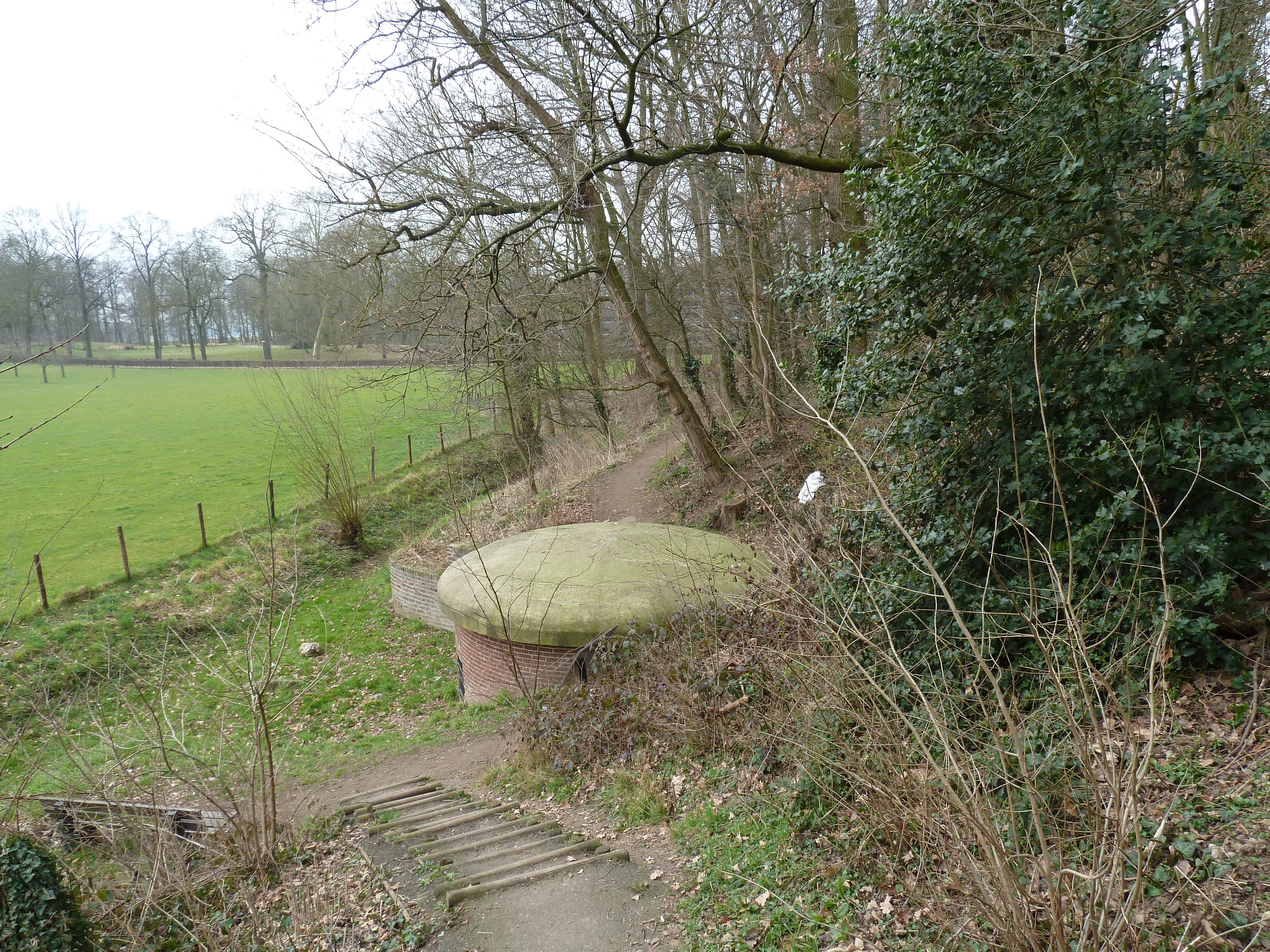
De Zonput gezien vanaf de helling van het plateau

De Zonput is een bron aan de zuidwestkant van Stein in de gemeente Stein in de Nederlandse provincie Limburg. De put ligt aan de voet van het plateau langs een beek en was een van de vele bronnen die de beek voedde. Op de plateaurand bovenaan de helling ligt de Kapelbergweg en de Onze-Lieve-Vrouwekapel.

## Geschiedenis
De Zonput was de laagst gelegen bron die de beek voedde. De beek voedde op haar beurt de gracht van Kasteel Stein, de graanmolen en de beek de Ur die in Urmond in de Maas uitmondt. Ook gebruikte men de beek als drinkwatervoorziening in het kasteel.
In 1615 werd de put genoemd als Sonnenputz De Putbeek.
Op 3 januari 1921 werd Kasteel Stein door de paters gekocht van kasteelheer van Luik. De paters betrokken meteen hun drinkwater uit de bronnen aan de Kapelberg. Rond de bronnen bouwde men een gebouwtje en men legde een buis aan. In de nacht werd het gebouwtje door buurtbewoners gesloopt omdat ze vreesden dat hun wasgelegenheid verloren zou gaan. Nadat de veldwachter uitlegde dat er genoeg water zou zijn was iedereen tevreden. Men pompte het water met een dieselmotortje in een grote bak boven in het kasteel.
In 1936 werd de bron wispelturig in de watervoorziening en kwam er steeds minder water uit de bron.
In 1943 viel de Zonput droog. Na de sluiting van de mijnen begon de put weer op bescheiden schaal water te geven. De kasteelbewoners schakelden onmiddellijk over op het waterleidingnet en de gracht rond het kasteel werd toen gevoed door het kanaal. De gracht liep over in de Rietbeek die de Ur voedde.
In 1980 ontdekte men dat de bron weer wat water gaf. Een foto van de Zonput uit 1923 diende als voorbeeld voor herstelwerkzaamheden.

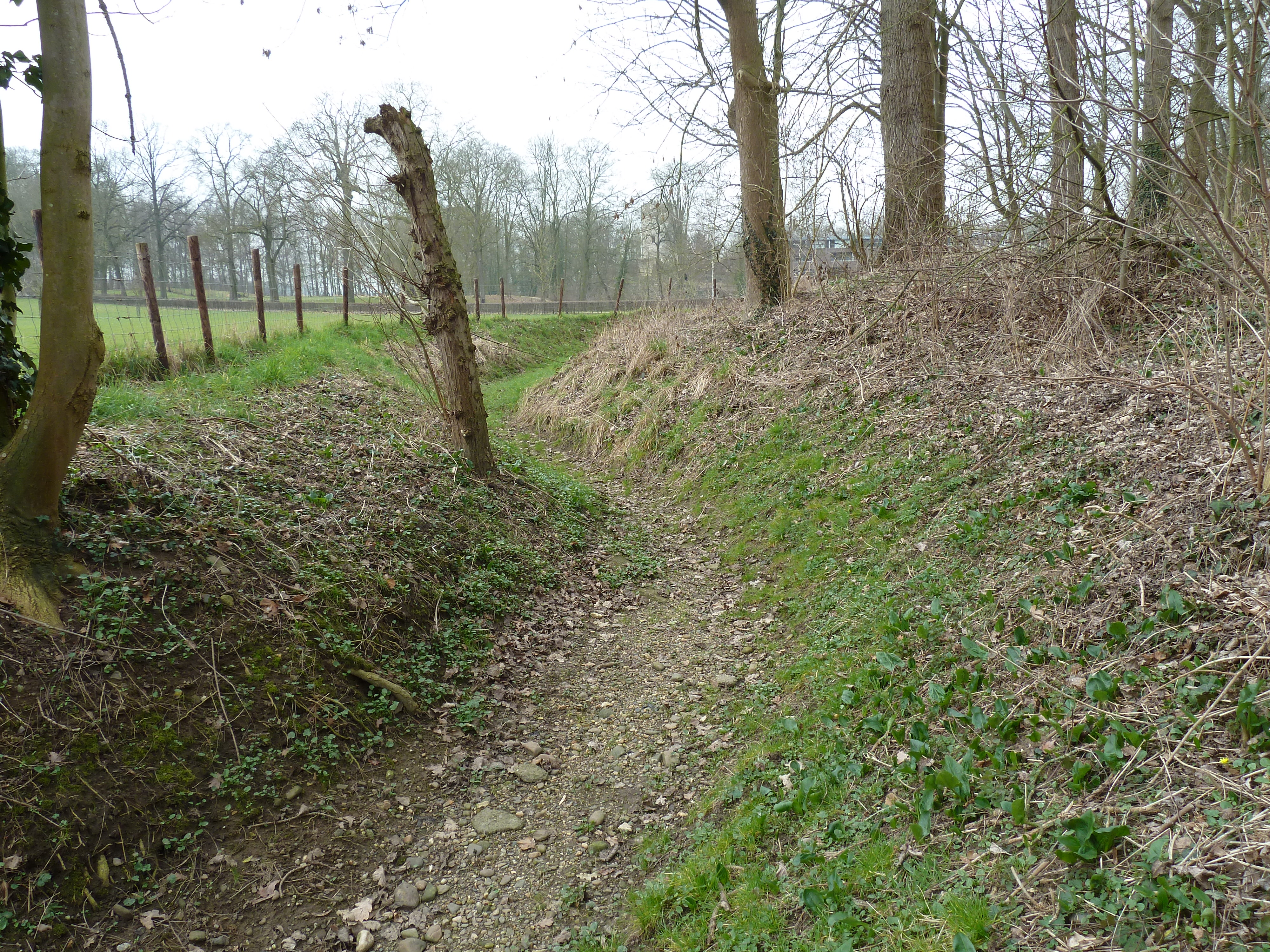
De drooggevallen beek bij de Zonput